# Beneixida (kommun)
Beneixida är en kommun i Spanien.   Den ligger i provinsen Província de València och regionen Valencia, i den östra delen av landet, 300 km sydost om huvudstaden Madrid. Antalet invånare är 705. Arean är 3,2 kvadratkilometer. Beneixida gränsar till Alcàntera de Xúquer, Gavarda, Villanueva de Castellón, Xàtiva och Llosa de Ranes. 
Terrängen i Beneixida är platt.